# Distrikt San Jerónimo (Cusco)
Der Distrikt San Jerónimo liegt in der Provinz Cusco in der Region Cusco in Südzentral-Peru. Der Distrikt hat eine Fläche von 98,1 km². Beim Zensus 2017 wurden 61.139 Einwohner gezählt. Im Jahr 1993 lag die Einwohnerzahl bei 15.166, im Jahr 2007 bei 31.687. Mit Ausnahme einiger kleinerer Siedlungen lebt die Bevölkerung in der 3245 m hoch gelegenen Stadt San Jerónimo. Die 59.219 Einwohner (Stand 2017) zählende Stadt San Jerónimo liegt im Tal des Río Huatanay und bildet den Osten des Ballungsraums der Provinz- und Regionshauptstadt Cusco.

## Geographische Lage
Der Distrikt San Jerónimo liegt im Osten der Provinz Cusco. Der Río Huatanay, ein linker Nebenfluss des Río Urubamba, durchfließt den Distrikt in ostsüdöstlicher Richtung. 
Der Distrikt San Jerónimo grenzt im Westen an den Distrikt San Sebastián, im Nordwesten an den Distrikt Taray (Provinz Calca), im Nordosten an den Distrikt San Salvador (ebenfalls in der Provinz Calca), im Osten an den Distrikt Saylla, im Südosten an die Distrikte Oropesa und Lucre (beide in der Provinz Quispicanchi) sowie im Süden an den Distrikt Yaurisque (Provinz Paruro).